# Baloncesto Fuenlabrada
Baloncesto Fuenlabrada, auch bekannt unter dem Sponsornamen Montakit Fuenlabrada, ist ein spanischer Basketballverein aus der Stadt Fuenlabrada in der Autonomen Gemeinschaft Madrid. Die erste Mannschaft spielt in der spanischen Liga ACB. Die Heimspiele werden im rund 5.100 Zuschauer fassenden Polideportivo Fernando Martín bestritten.

## Geschichte
Baloncesto Fuenlabrada wurde im Jahr 1983 als PMD Fuenlabrada gegründet. Nach mehreren Jahren in unterklassigen Divisionen, gelang zur Saison 1992/93, durch die Fusion mit CB Torrejón de Ardoz, der Aufstieg in die zweite Spielklasse. Durch den Erwerb des Startplatzes von Club Peñas Recreativas Huesca im Jahr 1996 gelangte der Verein erstmals in die Liga ACB, wo man sich bis auf zwei Abstiege und sofortige Wiederaufstiege in den Saisons 1997/98 und 2004/05 dauerhaft etablierte. Das Debüt auf internationaler Bühne feierte Baloncesto Fuenlabrada im Korać-Cup der Saison 1999/2000, ein Wettbewerb, bei dem der Klub 2001/02 das Viertelfinale erreichte. Weitere Auftritte auf europäischer Bühne waren der ULEB Cup 2002/03 und der EuroChallenge 2011/12, wo man ebenfalls das Viertelfinale erreichte.

## Namen
Im Laufe der Geschichte trug der Klub mehrmals Sponsorennamen:
- Maná Fuenlabrada (1986–1987)
- Jabones Pardo Fuenlabrada (1999–2004)
- Alta Gestión Fuenlabrada (2005–2009)
- Ayuda en acción Fuenlabrada (2009–2010)
- Mad-Croc Fuenlabrada (2012–2013)
- Montakit Fuenlabrada (seit 2014)

## Erfolge
- Madrider Meister: 1998

## Bekannte Spieler
Baloncesto Fuenlabrada diente im Laufe der Geschichte zahlreichen späteren Stars als Sprungbrett zu großen Teams und Ligen.
| - Demetrius Alexander - Gustavo Ayón - Luboš Bartoň - Esteban Batista - Hurl Beechum - Bismack Biyombo - Tal Burstein - José Calderón - Roberto Dueñas - Wálter Herrmann - Nate Huffman | - Ferran López - Brad Oleson - Andy Panko - José Antonio Paraíso - Kirk Penney - Velimir Perasović - Pablo Prigioni - Peter John Ramos - Marko Tomas - Kristaps Valters - Nikoloz Tskitishvili |